# 歐申鎮區 (新澤西州蒙茅斯縣)
歐申鎮區（英語：Ocean Township）是位於美國新澤西州蒙茅斯縣的一個鎮區。

## 地方資料
歐申鎮區的面積為28.47平方千米，當中陸地面積為28.15平方千米，而水域面積為0.32平方千米。根據2020年美國人口普查的數據，當地共有人口27672人，而人口密度為每平方千米971.97人。